# Reforma ortográfica do dinamarquês de 1948
Uma reforma ortográfica do idioma dinamarquês teve lugar em 1948, sob a orientação do ministro Hartvig Frisch:

- Os substantivos passaram a ser escrito com letra pequena. Apenas os nomes próprios continuaram a ser escritos com letra grande.
- A letra sueca å substituiu o dígrafo aa. Exceto os nomes próprios, que conservaram a grafia anterior.
- A combinação nd passou a ser escrita nn.
- Os verbos modais kunde, skulde e vilde foram alterados para  kunne, skulle e ville.

Em 1980, a letra W passou a ser considerada como letra própria, e não como uma variante de V, como antes.

## Dansk Sprognævn
A ortografia correta da língua dinamarquesa é determinada pela Comissão da Língua Dinamarquesa - Dansk Sprognævn – desde 1955, através do seu Vocabulário Ortográfico – Retskrivningsordbogen.

## Antecedentes históricos da reforma ortográfica de 1948

### Norma ortográfica de 1775
A língua dinamarquesa teve a sua primeira norma ortográfica estabelecida em 1775, quando o estado dinamarquês publicou umas indicações pedagógicas para o ensino da ortografia.

### Reforma ortográfica de 1889-1892
Em 1889-1892, o ministro Jacob Scavenius procedeu a algumas revisões da ortografia vigente nessa época:
- As letras i e u no fim de ditongos foram substituídas por j e v.
- As letras c, q, z e x foram limitadas às “palavras estrangeiras”. Ex. Neste contexto, leksikon substituiu lexikon.
- As vogais longas deixaram de ser escritas com vogais duplas.
- A letra e – quando não pronunciada – deixou de ser escrita
- A letra j – depois de g e k – deixou de ser escrita. Ex. O nome da capital passou a ser København, em vez de Kjøbenhavn.